# Caffrocrambus democritus
Caffrocrambus democritus là một loài bướm đêm trong họ Crambidae.